# Верхня Сілезія (гау)
Гау Верхня Сілезія (нім. Gau Oberschlesien) — адміністративно-територіальна одиниця нацистської Німеччини, що існувала з 1941 по 1945 рік після окупації нею території Другої Речі Посполитої під час Другої світової війни. Утворена на місці колишньої прусської провінції Верхня Сілезія 27 січня 1941 року, коли гау Сілезія розділили на гау Верхня Сілезія і гау Нижня Сілезія. Включала польські території, анексовані нацистською Німеччиною після вторгнення Німеччини в Польщу.

## Історія
Нацистську систему гау було започатковано на партійній конференції 22 травня 1926 року, щоб покращити адміністрування партійної структури. Починаючи з 1933 року, після захоплення влади нацистами, гау дедалі більше замінювали земельний устрій Німеччини.
На чолі кожного гау стояв гауляйтер, посада якого ставала все більш потужною за дедалі меншого втручання згори, особливо після початку Другої світової війни. Місцеві гауляйтери часто поєднували урядові та партійні посади, відповідаючи, серед іншого, за пропаганду та нагляд, а з вересня 1944 року — за фольксштурм і оборону ввіреного йому гау.
У Верхній Сілезії упродовж усієї короткої історії існування там гау посаду гауляйтера займав Фріц Брахт. Він не був впливовою фігурою в нацистській ієрархії, покінчив життя самогубством 9 травня 1945 року.
У цьому гау поблизу Освенцима діяв концтабір Аушвіц — табір смерті, де було знищено понад 1 млн людей. У січні 1945 року в'язнів табору визволила Червона армія.